# Mycetophagus tschitscherini
Mycetophagus tschitscherini is een keversoort uit de familie boomzwamkevers (Mycetophagidae). De wetenschappelijke naam van de soort werd in 1897 gepubliceerd door Edmund Reitter.